# Karabin Mannlicher M1895
Mannlicher M1895 – austro-węgierski karabin powtarzalny skonstruowany przez Ferdinanda Mannlichera. W czasie I wojny światowej przepisowy karabin Armii Austro-Węgier.

## Historia
Ferdinand Mannlicher pierwszy karabin skonstruował w 1880 r., ale jego pierwsze konstrukcje nie wzbudziły większego zainteresowania. Pomimo początkowych niepowodzeń konstruktor nie poddawał się i w następnych latach powstawały jego kolejne karabiny (M1881, M1882, M1884) różniące się głównie konstrukcją magazynka. Przełomem okazał się przyjęty do uzbrojenia karabin M1886. W kolejnych latach powstawały kolejne wersje tego karabinu: M1888 i M1890 (kalibru 8 × 50 mm R). Wszystkie były wyposażone w zamki dwutaktowe ryglowane ryglem wahliwym. Taka konstrukcja zamka powodowała, że był on poddawany znacznym obciążeniom, co skutkowało częstymi uszkodzeniami. Dlatego jednocześnie z wprowadzeniem do uzbrojenia karabinu M1890 rozpoczęto produkcję karabinka M1890 wyposażonego w nowy zamek. W odróżnieniu od starej konstrukcji rygle były umieszczone w przedniej części zamka, a ryglowanie odbywało się przez obrót zamka. Nowa konstrukcja okazała się na tyle udana, że w 1895 r. do uzbrojenia wprowadzono nowy karabin, karabinek i sztucer M1895. Broń ta wyposażona była w zamek i magazynek niemal identyczny jak w karabinku M1890. Oprócz tego dodano w nich drewnianą nakładkę lufy zabezpieczającą dłoń strzelca przed poparzeniem.
Karabiny M1895 stanowiły przepisowe uzbrojenie żołnierzy austro-węgierskich w czasie I wojny światowej. Po jej zakończeniu znalazły się na uzbrojeniu państw powstałych po rozpadzie Austro-Węgier. Karabin M1895 był także w okresie międzywojennym używany jako Mannlicher wz. 1895 przez Wojsko Polskie.

## Wersje
- Infanterie Repetiergewehr M1895 (skr. gewehr M.95) – podstawowy karabin piechoty.
- Kavaliere Repetierkarabiner M1895 (skr. karabiner M.95) – karabinek kawaleryjski, pozbawiony koźlika i osady bagnetu.
- Repetierstutzen M1895 (skr. stutzen M.95) – karabinek[a] przeznaczony dla obsługi broni ciężkiej i jednostek górskich, wyposażony w osadę bagnetu.

Wersje z okresu międzywojennego:
- M95/24 – używana w Jugosławii i Bułgarii konwersja karabinu M1895 przystosowująca go do zasilania nabojem 7,92 × 57 mm Mauser. Posiadał skróconą lufę o długości 580 mm, a magazynek ładowany był przy pomocy łódek.
- M95/30 – konwersja karabinu M1895 przystosowująca go do zasilania nabojem 8 × 56 mm R.

### Dane taktyczno-techniczne
| Wzór                               | Gewehr M.95 | Karabiner M.95 | Stutzen M.95 | M95/24       | M95/30      |
| Nabój                              | 8 × 50 mm R | 8 × 50 mm R    | 8 × 50 mm R  | 7,92 × 57 mm | 8 × 56 mm R |
| Długość karabinu bez bagnetu (mm)  | 1284        | 1005           | 1005         | ?            | 1000        |
| Długość karabinu z bagnetem (mm)   | 1518        | –              | ?            | ?            | ?           |
| Długość lufy (mm)                  | 765         | 483            | 483          | 560          | 480         |
| Masa karabinu niezaładowanego (kg) | 3,7         | 3,1            | ?            | ?            | 3,36        |
| Pojemność magazynka (szt)          | 5           | 5              | 5            | ?            | 5           |
| Prędkość początkowa pocisku (m/s)  | 620         | 590            | ?            | ?            | ?           |

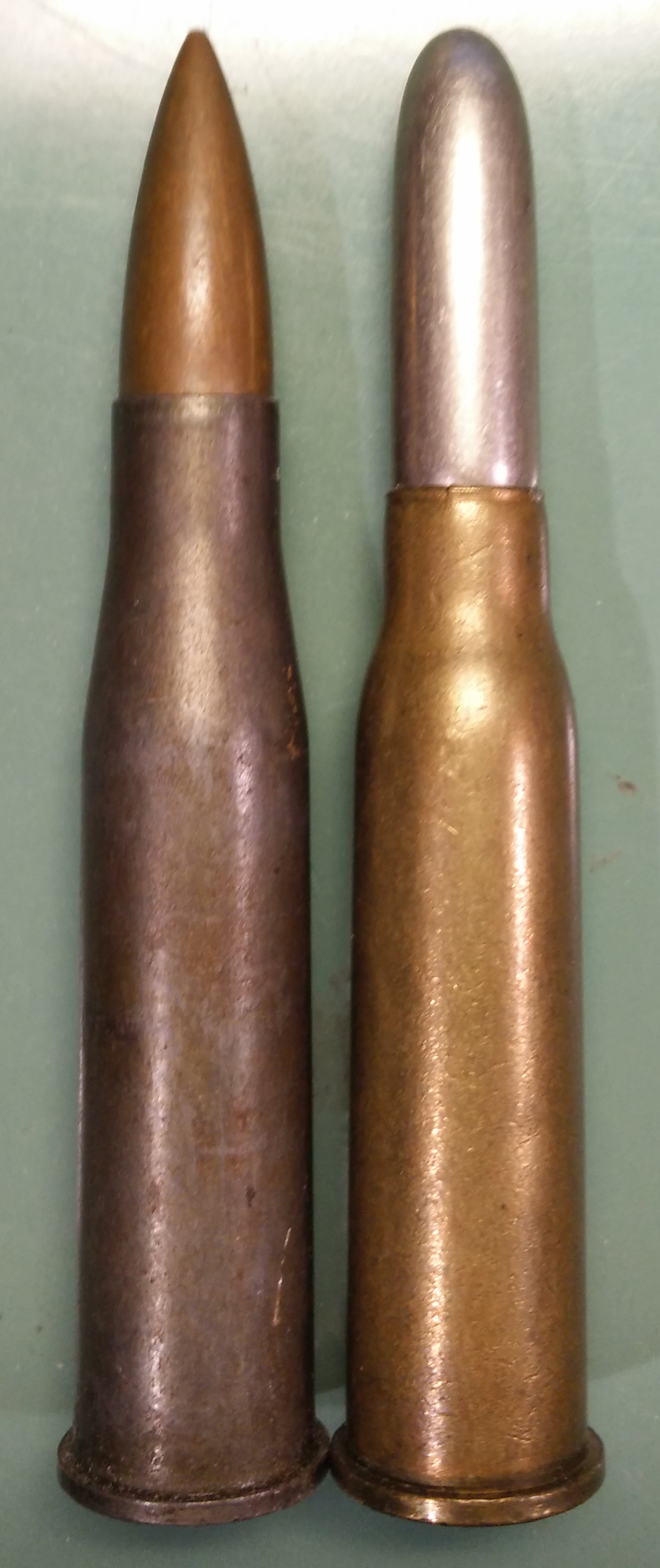
Porównanie naboi: 8 × 56 mm R (po lewej) 8 × 50 mm R (po prawej)
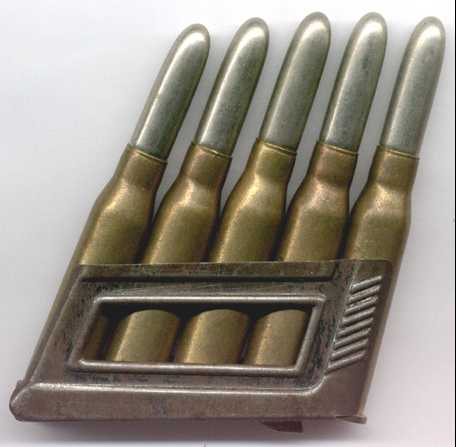
Ładownik z nabojami 8 × 50 mm R
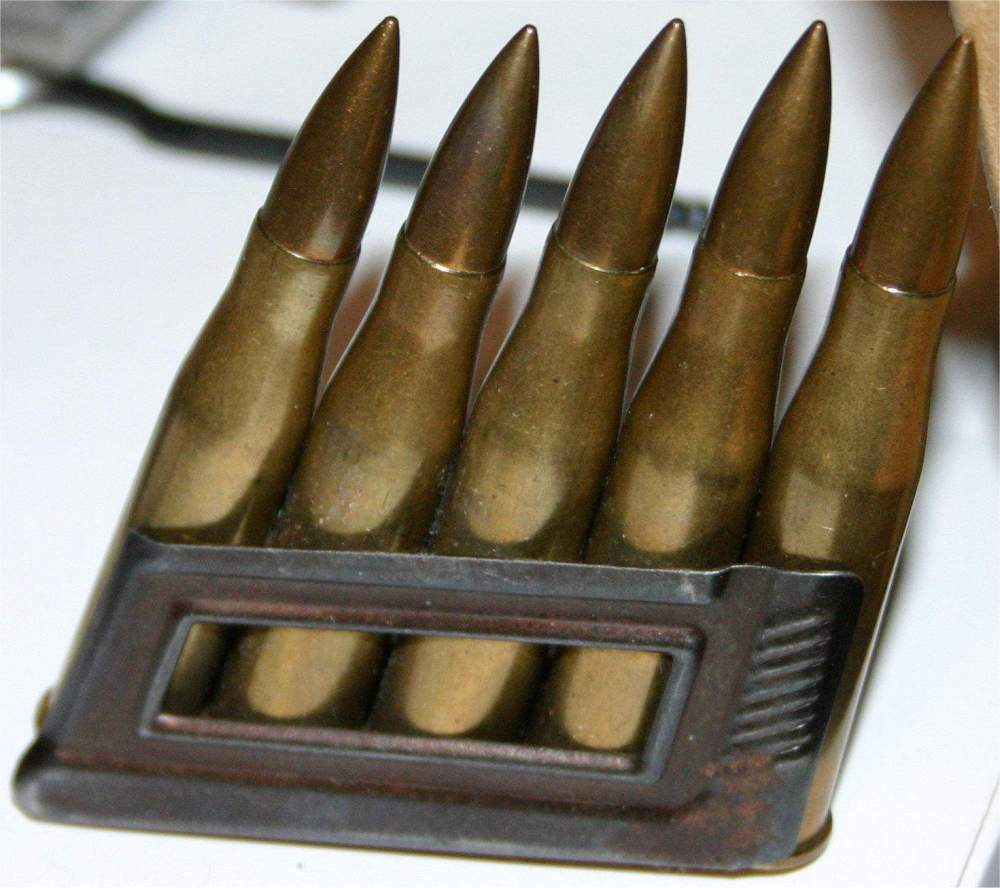
Ładownik z nabojami 8 × 56 mm R

## Opis konstrukcji
Karabin M1895 był indywidualną bronią powtarzalną. Zamek dwutaktowy. Ryglowanie przez obrót tłoka zaporowego (dwa rygle). Obrót tłoka zaporowego wymuszały wycięte na nim bruzdy współpracujące z występami znajdującymi się wewnątrz trzonu zamkowego. Zasilanie ze stałego magazynka pudełkowego ładowanego niesymetrycznymi ładownikami pięcionabojowymi. Przyrządy celownicze składały się z trójkątnej muszki i celownika ramkowego (przy nastawie 300 używano stałej szczerbiny umieszczonej na dolnej krawędzi ramki, przy nastawach 600–2400 szczerbiny umieszczonej na suwaku, przy nastawie 2600 stałej szczerbiny na szczycie ramki). Broń była wyposażona w bagnet nożowy M1895 mocowany pod lufą przy pomocy rękojeści. Lufa z nakładką drewnianą.